# Dafa (socken i Kina, Guangxi)
Dafa (kinesiska: 大发瑶族乡, 大发) är en socken i Kina. Den ligger i den autonoma regionen Guangxi, i den södra delen av landet, omkring 300 kilometer nordost om regionhuvudstaden Nanning. Antalet invånare är 14040. Befolkningen består av 6 569 kvinnor och 7 471 män. Barn under 15 år utgör 15,0 %, vuxna 15-64 år 72 %, och äldre över 65 år 12,0 %.
Genomsnittlig årsnederbörd är 2 375 millimeter. Den regnigaste månaden är juni, med i genomsnitt 483 mm nederbörd, och den torraste är oktober, med 44 mm nederbörd.